# International Bitterness Units scale
International Bitterness Units scale (IBU) é uma norma utilizada como referência na fabricação e classificação de vários tipos de bebida.
Um IBU é definido como 1 mg de iso-alfa-ácido por litro de solução.
Na indústria de cervejas a medida do amargor em IBU é amplamente utilizada. O paladar europeu prefere cervejas entre 20 e 40 IBU, o brasileiro fica entre 15 e 20 e o norte-americano entre 10 e 20. Existem cervejas com amargor superior a 50 IBU.
Existem três fórmulas populares para cálculo de amargor em IBU. Estes são Rager, Tinseth e Garetz, cada uma com o sobrenome do autor da fórmula. Cada fórmula calcula utilização de lúpulo detalhada com base em tempo de fervura, os volumes, a gravidade do mosto, ácido alfa no lúpulo, etc.